# قوس مائل

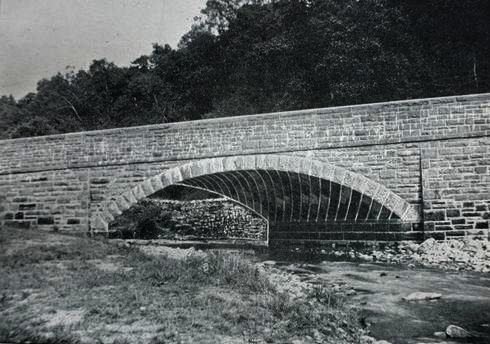

القوس المائل (المعروف أيضًا باسم القوس المنحرف) هو طريقة بناء تُمكّن الجسر القوسي من تجاوز عقبة ما من خلال زاوية معينة غير الزاوية القائمة. بهذه الطريقة، تكون أوجه القوس غير متعامدة مع دعائمها الطرفية ويكون مسقطها الأفقي متوازي أضلاع، وليس مستطيل الذي هو المسقط الأفقي لقوس منتظم أو «قائم».
في حالة القوس المائل الحجري، تتطلب عملية التشييد تقطيعًا محددًا ودقيقًا للحجارة، لأن القطع لا تُشكِّل زوايا قائمة، لكن حالما أصبحت المبادئ مفهومة تمامًا في أوائل القرن التاسع عشر، أصبح من الأسهل والأرخص بكثير بناء قوس مائل من الطوب.
عولجت مشكلة بناء الجسور القوسية المائلة الحجرية من قِبل عدد من المهندسين المدنيين وعلماء الرياضيات السابقين، من بينهم جيوفاني باربرا (1726)، ووليام تشابمان (1787)، وبنجامين أوترام (1798)، وبيتر نيكولسون (1828)، وجورج ستيفنسون (1830) وإدوارد سانغ (1835) وتشارلز فوكس (1836) وجورج دبليو. باك (1839) وويليام فورد (نحو 1844).

## تاريخيًا

### بنجامين أوترام وجسر شارع ستور المقنطر
ليست الجسور المائلة اختراعًا حديثًا، إذ أنها كانت تُشيّد في حالات استثنائية منذ العصور الرومانية، لكنها لم تكن مفهومة كثيرًا واستخدموها بندرة قبل ظهور السكك الحديدية. مثال قديم للقوس المائل هو الأركو باربرا في خطوط تحصينات فلوريانا في مالطا، التي صُممت من قِبل المعماري مارتيز والمهندس العسكري جيوفاني باربرا عام 1726. استثناء بارز آخر هو قناة مقنطرة، مصممة من قِبل المهندس البريطاني بنجامين أوترام، مشيدة من الحجر واكتملت عام 1798، والتي لا تزال تحمل قناة أشتون بزاوية 45 درجة على شارع ستور في مانشستر. يُعتقد بأن تصميم أوترام يستند على العمل المنجز على قناة كيلدير في آيرلندا عام 1787، الذي قدم  فيه وليام تشابمان القوس القطاعي المنحرف من أجل تصميم جسر فينلي في ناس، مستخدمًا مجسم أسطواني مقنطر على شكل قطاع دائري أصغر من نصف دائرة وكررها توماس ستوري عام 1830 في الجسر الذي يحمل فرع هاغرليسيس من سكة حديد ستوكتن ودارلينغتن على نهر غونليس قرب كوكفيلد في مقاطعة درم مع زاوية مائلة 63 درجة ومجاز مائل 13 متر، ويكون بهذا المجاز المستقيم 5.5 متر والارتفاع 2.1 متر. كانت الطريقة العامة التي استخدموها جميعهم هي بإكساء الحشوة المركزية الخشبية (المعروفة أيضًا باسم أعمال الهيكل الخشبي) بألواح خشبية، معروفة باسم «الأضلاع الخشبية»، إذ توضع موازية للدعامات الطرفية وتُوّجه وتسوّى بعناية لتقارب بدقة الانحناء المطلوب للوجه الداخلي (أو السفلي) للقوس. حُددت أولًا وضعيات المداميك التي بجوار التاج لتكون بزاوية قائمة على الأوجه باستخدام مساطر خشبية طويلة، حُددت بعدها المداميك الباقية بالتوازي. وضع عاملو البناء بعدها الحجارة المقطعة بالأشكال المطلوبة.
كانت تصاميم المهندسين المتنافسين المعاصرة أقل نجاحًا واعتُبرت الجسور المائلة لبعض الوقت ضعيفة بالمقارنة مع الجسور القوسية المنتظمة أو «القائمة» ولذا كانوا يتجنبونها بالكامل إذا ما أمكن، كانت البدائل المستخدمة هي بتشييد الطريق أو القناة مع انحناء مزدوج (على شكل حرف إس - S)، من أجل التمكن من تجاوز العقبة بزوايا قائمة، أو بناء جسر قوسي منتظم مع ضرورة زيادة العرض أو المجاز لتجاوز العقبة «بشكل مستقيم». مثال عن النوع السابق للتشييد هو جسر مبنى دينبي، الذي بُني عام 1837 لحمل سكة حديد لندن وبرمنغهام عبر شارع واتلينغ بزاوية حادة 25 درجة فقط. اليوم هو بناء مُدرج في الدرجة الثانية، ولازال الجسر ضمن الاستخدام، يحمل خط الساحل الغربي الرئيسي المزدحم. بُني على شكل رواق طويل، بطول 61 متر تقريبًا وعرض 10 متر، مؤلف من عوارض حديدية ترتكز على جدران بنيت موازية للطريق؛ بكون العوارض، وبالتالي أوجه الجسر، متعامدة مع الطريق وبكون خط السكة موضوع بشكل مائل في الأعلى، فإنه جرى تجنب الحاجة إلى بناء جسر مائل جدًا بمجاز 24 متر.
لم ينجح مهندس القنوات المشهور جيمس برندلي أبدًا بوضع حل لمشكلة بناء قوس مائل قوي ولذلك بُنيت كل جسوره بزوايا قائمة على مجرى الماء، مع انحناء مزدوج في الطريق، حين لزم الأمر، ولهذا اليوم تتسبب العديد منهم [جسوره] بمضايقات لمستخدميها. على أي حال، كان ظهور السكك الحديدية، مع حاجتها لتجاوز العقبات الموجودة، كالأنهار والطرق والقنوات وسكك حديد أخرى، بخط مستقيم قدر الإمكان، هو الذي أذكى اهتمام المهندسين المدنيين بالجسر القوسي المائل.

### القوس المائل غير الدقيق
تأتي قوة القوس المنتظم (المعروف أيضًا بالقوس «الصحيح» أو «القائم») من حقيقة أن كتلة المنشأة والحمولة القائمة عليها تجعل خطوط القوة المنقولة عبر الحجارة إلى الأرض والدعائم الطرفية لا تولد أي نزعة لانزلاق الحجارة فيما بينها. يعود هذا لواقع أن مداميك الحجارة موضوعة بشكل متوازي مع الدعائم الطرفية، مما يؤدي إلى توضعهم – في قوس منتظم - عموديًا على وجوهه. يمكن استخدام نفس طريقة البناء من أجل الجسور المائلة بشكل ضئيل جدًا، حين تكون زاوية الميلان أقل من 15 درجة تقريبًا، إذ توضع الحجارة في مداميك موازية للدعائم الطرفية. يُعرف الشكل الناتج باسم قوس مائل «غير دقيق أو خاطئ» ويُظهر تحليل القوى ضمنه أنه في كل ركن حيث يشكل الوجه زاوية حادة مع الركيزة، توجد محصلة قوى غير متعامدة مع مستويات مداميك الحجارة التي تميل لدفع الحجارة خارج الوجه، يمكن تأمين المقاومة الوحيدة لهذا الأمر من خلال احتكاك وتلاصق الملاط بين الحجارة. مثال عن هكذا قوس مائل غير دقيق هو جسر شارع كولورادو في سانت بول مينيسوتا. قبل البدء بالعمل على جسر شارع ستور المقنطر، بنى أوترام عدد من الأقواس المائلة غير الدقيقة، أحدهم بزاوية ميل كبيرة بنحو 19 درجة، مثل جسور الخدمة عبر قناة هادرسفيلد الضيقة. تُعزى حقيقة أن المنشآت الضعيفة بالأساس لا تزال قائمة لحد اليوم، إلى حمولتها الخفيفة.

### أسلوب أكثر دقة
حين الأخذ بعين الاعتبار توازن القوى ضمن قوس منتظم، الذي تكون فيه كل المداميك الحجرية التي تشكل جسم أسطوانة القوس، متوازية مع دعائمها الطرفية ومتعامدة مع وجوهها، فإنه من الأنسب اعتبارها عنصرًا ذو بعدين من خلال أخذ مقطع رأسي في جسم القوس وموازي لأوجهه، وبذلك تجاهل أي تغير في الحمولة على طول جسم اسطوانته. يكون محور الأسطوانة في القوس المائل أو المنحرف غير متعامد مع الأوجه في الأساس، ويُعرف الانحراف عن التعامد باسم زاوية انحراف أو «مَيل» القوس. لهذا السبب يجب التفكير بالقوس المائل على أنه عنصر ثلاثي الأبعاد وبأخذ اتجاه خطوط القوة ضمن جسم الأسطوانة بعين الاعتبار فإنه يمكن تحديد التوجيه الأفضل للمداميك الحجرية التي تُشكّل جسم الأسطوانة.

### القوس المائل الحلزوني (أو اللولبي)
الخاصية المميزة للقوس المنتظم هي أن مداميك الحجارة توازي الدعائم الطرفية وتعامد الأوجه. لا يمكن تحقيق هذين الشرطين معًا في قوس منحرف لأن الأوجه والدعائم الطرفية ليست متعامدة أساسًا. بما أن زوايا الميل الأكبر من 15 درجة تقريبًا مطلوبة للعديد من الاستخدامات، فإن علماء الرياضيات والمهندسين مثل تشابمان قد تخلوا عن فكرة وضع المداميك الحجرية بشكل موازي للدعائم الطرفية وأخذو خيارات أخرى بعين الاعتبار مثل وضع المداميك بشكل متعامد مع أوجه القوس، وتقبلوا حقيقة أنها عندئذ لن توازي الدعائم الطرفية. على الرغم من أن جسر شارع ستور لأوترام قد بُني مع مراعاة هذا المبدأ، إلا أنه شُيّد على أساس تجريبي محض، إذ قطع عمال البناء كل حجرة خاصة بالعقد كما هو مطلوب، ولم يكن حتى عام 1828 أن نُشرت التفاصيل التقنية بالشكل الذي يُفيد مهندسين وبنّائين آخرين.